# Kolomanistein

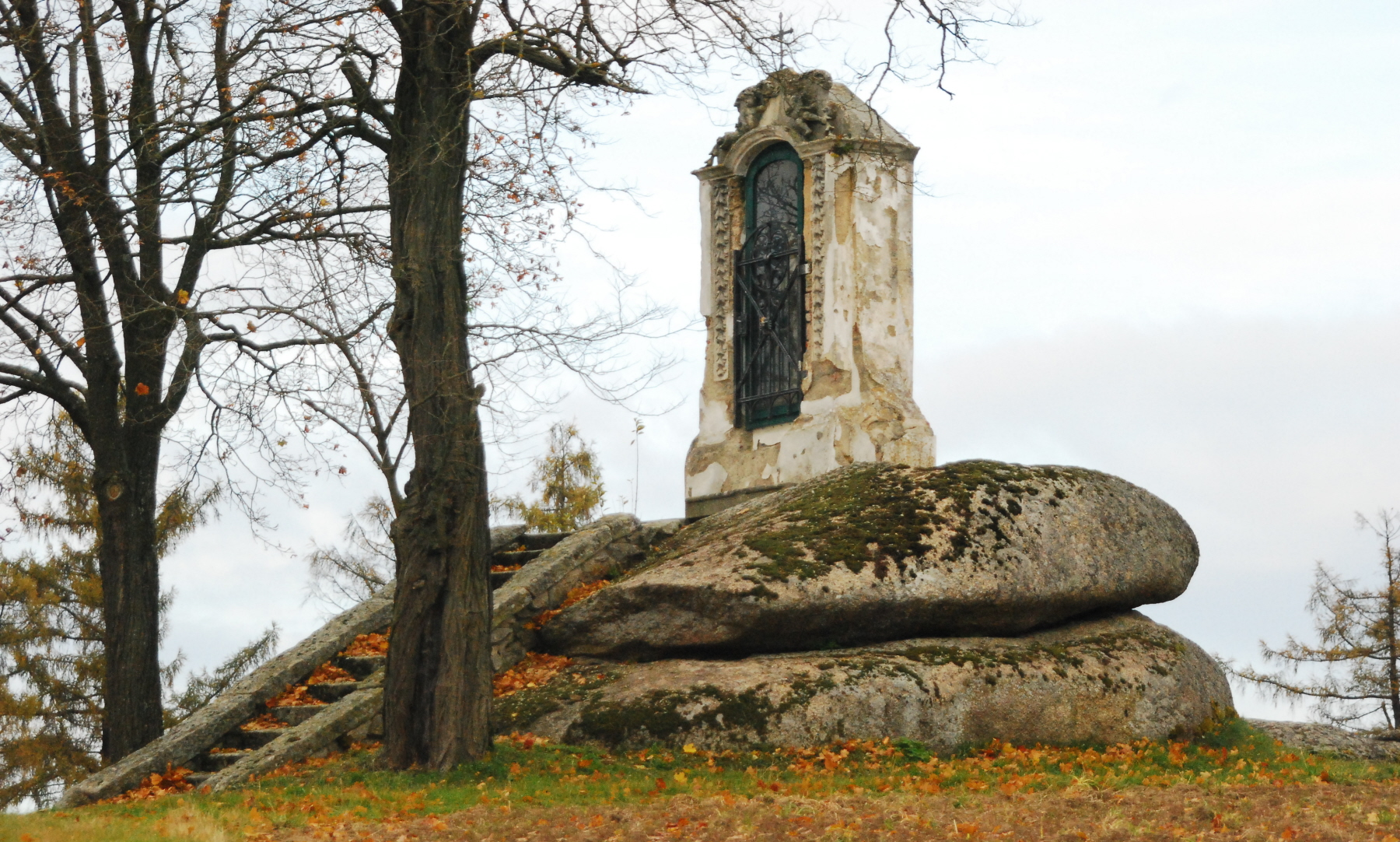
Der Kolomanistein bei Eisgarn

Der Kolomanistein bei Eisgarn in Niederösterreich ist ein mit einer Kapelle bebauter Schalenstein.
Zum Kolomanistein vom Wiener Stephansdom siehe unten.

## Beschreibung und Geschichte
Der Kolomanistein bei Eisgarn im Waldviertel besteht aus zwei übereinanderliegenden Granitblöcken mit einer Höhe von rund 2,5 Metern. Einer Sage nach soll hier der heilige Koloman seine Füße in Wasser gebadet haben, das sich in einer Vertiefung an der Oberseite des flachen Steines gesammelt hatte.
Im Jahr 1713 wurde im Auftrag von Propst Franz Anton von Pallingen über dieser Vertiefung ein Nischenbildstock mit einem geschwungenen Volutengiebel, der über einfache Steinstufen erreichbar ist, errichtet. In dem Bildstock befindet sich eine aus dem ersten Viertel des 18. Jahrhunderts stammende Steinfigur des heiligen Koloman.
Als frühe Förderer des hier gepflegten Kolomankultes gelten die Grafen von Hirschberg, deren Burgkapelle ebenfalls dem Heiligen Koloman geweiht war und die durch Heirat in den Besitz der Grafschaft Litschau kamen. In früherer Zeit führte alljährlich eine Prozession von Litschau aus hierher. Von Eisgarn aus wird eine jährliche Prozession am 13. Oktober genannt.

### Achazquelle

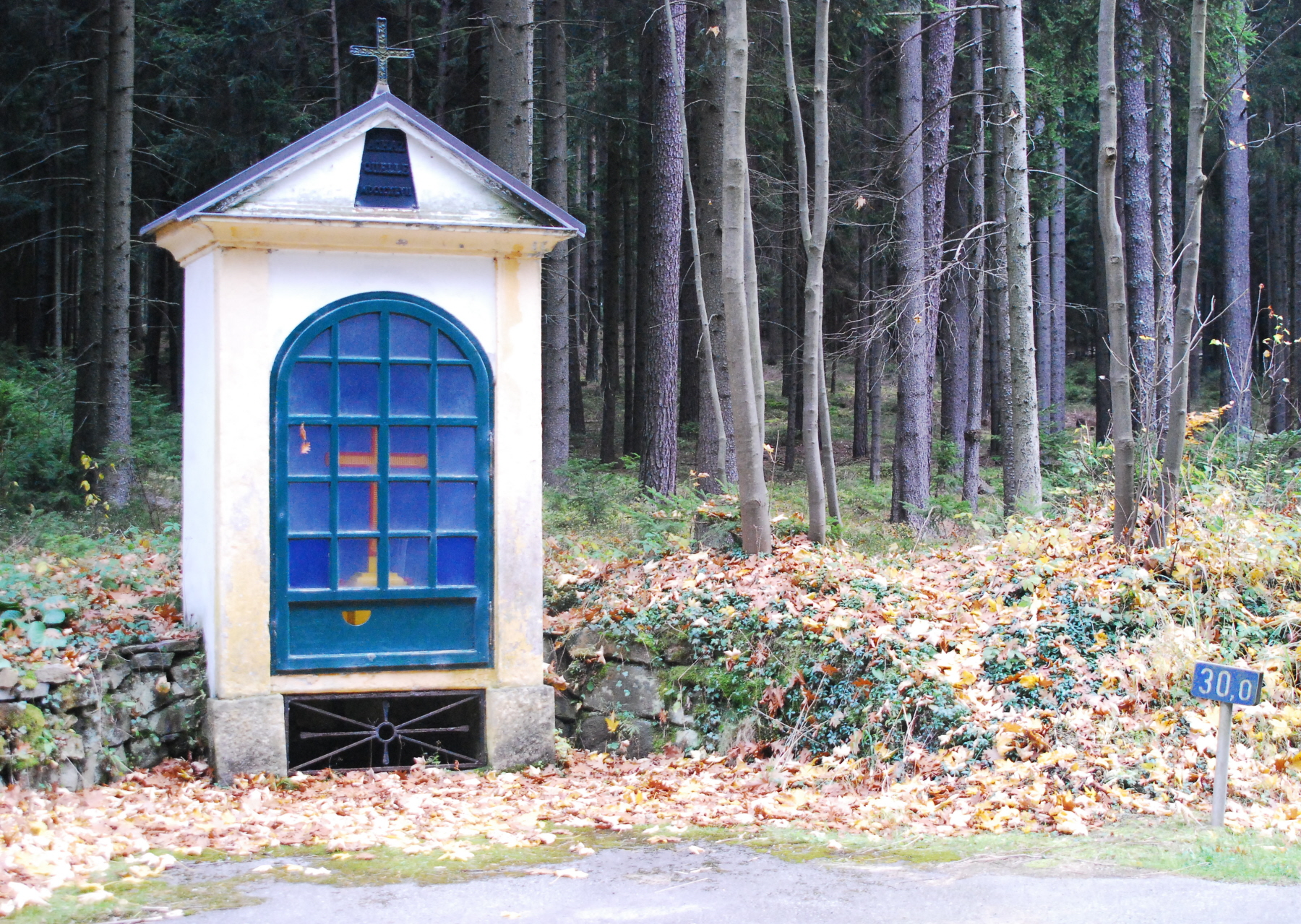
Die Achazquelle zwischen Eisgarn und Heidenreichstein

Ebenfalls in Zusammenhang mit dem Kolomanistein steht die Achazquelle mit dem Achazmarterl an der Bundesstraße 5 zwischen Heidenreichstein und Eisgarn.
Die Benennung erfolgte nach Propst Achaz, Freiherr von Stiebar, der 1847 bei der Quelle einen Rastplatz für Reisende mit einer Andachtsstätte errichten ließ. Das Marterl wurde als kapellenartiger Ziegelbau über der Quelle, die durch ein Gitter zugänglich ist, errichtet.

## Kolomani-Stein im Wiener Stephansdom
Jener Kolomanistein, auf dem angeblich der heilige Koloman im Jahr 1012 ermordet wurde, befindet sich seit 1361 im Bischofstor im Wiener Stephansdom.